# Pollex speideli
Pollex speideli là một loài bướm đêm thuộc họ Erebidae. Nó được tìm thấy ở Luzon ở Philippines.
Sải cánh dài 10–12 mm. Cánh trước hẹp và nâu đậm. Cánh dưới nâu đậm đồng nhất.